# Birgit Eder
Birgit Eder (ur. ok. 1969 roku) – austriacka narciarka alpejska, dwukrotna medalistka mistrzostw świata juniorów.

## Kariera
Największe sukcesy w karierze Birgit Eder osiągnęła w 1986 roku, startując na mistrzostwach świata juniorów w Bad Kleinkirchheim. W swoim pierwszym starcie wywalczyła srebrny medal w slalomie gigancie, rozdzielając na podium Lucię Medzihradską z Czechosłowacji i Szwajcarkę Annick Chappot. Dzień później zdobyła brązowy medal w slalomie, w którym wyprzedziły ją tylko jej rodaczka Christa Hartmann oraz Lucia Medzihradská. Eder nigdy nie zdobyła punktów do klasyfikacji generalnej Pucharu Świata. Nigdy też nie wystąpiła na igrzyskach olimpijskich ani mistrzostwach świata.
Jej siostry: Elfi i Sylvia również uprawiały narciarstwo alpejskie.

## Osiągnięcia

### Mistrzostwa świata juniorów
| Miejsce | Dzień     | Rok  | Miejscowość        | Konkurencja | Czas biegu  | Strata  | Zwyciężczyni       |
| ------- | --------- | ---- | ------------------ | ----------- | ----------- | ------- | ------------------ |
| 2.      | 21 lutego | 1986 | Bad Kleinkirchheim | Gigant      | 2:06,61 min | +0,75 s | Lucia Medzihradská |
| 3.      | 22 lutego | 1986 | Bad Kleinkirchheim | Slalom      | 1:31,92 min | +0,36 s | Christa Hartmann   |